# Кроттен-де-Шавиньоль
Кротте́н-де-Шавиньо́ль (фр. Crottin de Chavignol) — мягкий непрессованый французский сыр из козьего молока.

## История
Сыр производился в деревне Шавиньоль (ныне часть города Сансер) как минимум с XVI века. Сейчас его производят в 214 коммунах департаментов Шер, Ньевр и Луаре. В 1976 году Кротен-де-Шавиньоль получил сертификат AOC.

## Изготовление
В зависимости от срока созревания, сыр имеет несколько официальных градаций:
| Название           | фр. название | Время созревания | Описание                                                        |
| ------------------ | ------------ | ---------------- | --------------------------------------------------------------- |
| «наполовину сухой» | 1/2 sec      | 10-12 дней       |                                                                 |
| «голубоватый»      | bleute       | 3 недели         | вес головок уменьшается до 110 г                                |
| «голубой»          | bleu         | 1-2 месяца       | твердеет внутри и снаружи, жирность становится 45 %             |
| «очень сухой»      | tres sec     | 3-4 месяца       | может трескаться и крошиться, используется только для натирания |

## Описание
Головка сыра, покрытая подсушенной корочкой, имеет цилиндрическую форму диаметром 4-5 см, высотой 3-4 см и весом от 60 г. Корочка может быть покрыта белой или голубой плесенью. Сыр имеет приятный вкус с легкой кислинкой и слегка ореховый привкус.
Кротен-де-Шавиньоль подают в конце обеда с фруктами и хлебом, а также разогретым в гриле на листьях салата. Его иногда используют при приготовлении оладьев. Сыр лучше всего сочетается с белыми винами Сансер и Пуйи-Фюме, вырабатываемыми в том же самом регионе из автохтонного (местного луарского) сорта винограда «совиньон-блан».